# Bagaceratops
Bagaceratops – niewielki, roślinożerny rogaty dinozaur.

## Nazwa
Bagaceratops oznacza „mała rogata twarz, małe rogate oblicze”.

## Wielkość
- Długość: 1 m
- Wysokość: 0,5 m
- Szacunkowa masa: 10 - 22 kg

## Pożywienie
Rośliny

Dinozaur ten pasł się prawdopodobnie wśród niskiej roślinności. Mógł jeść paprocie, sagowce i inne spotykane w tym okresie rośliny.

## Występowanie
Zamieszkiwał środkową Azję (dzisiejsza Mongolia), pustynia Gobi), w okresie późnej kredy (ok. 90-75 mln lat temu)

## Odkrycie
Odnaleziono 5 kompletnych i 12 niekompletnych czaszek.

## Opis
Niewielki czworonożny dinozaur. Ptasi dziób.